# Direitos LGBT na África

Direitos LGBT na África:
Casamento entre pessoas do mesmo sexo reconhecido por lei
Outros tipo de união ou casamento não-reconhecido
Não reconhecimento de casais homossexuais
Não penalizado ou incerto
Penalidade legal
Prisão perpétua
Pena de morte

A homossexualidade, a bissexualidade e a panssexualidade na África é majoritariamente tratada de forma punitiva, tendo apenas a África do Sul de país que não pune e dá direitos às pessoas LGBT como o casamento igualitário na região.

### África

#### África Setentrional
| Direitos LGBT em: | Atos homossexuais são legais? | Reconhecimento de relacionamentos entre pessoas do mesmo sexo | Casamento entre pessoas do mesmo sexo                       | Adoção por pessoas do mesmo sexo | Permite que homossexuais assumidos sirvam às forças armadas? | Anti-discriminação (orientação sexual) | Leis sobre identidade de gênero/expressão                                      |
| --- | --- | ------------------------------------------------------------- | ----------------------------------------------------------- | -------------------------------- | ------------------------------------------------------------ | --- | ------------------------------------------------------------------------------ |
| Argélia | Ilegal desde 1966 (Penalidade: até 3 anos de prisão com multas de até 10.000 dinares argelinos. Tortura, espancamentos e/ou execução vigiada). (O Artigo 338 do "Código Penal Argelino" diz que "qualquer pessoa culpada de um ato homossexual deve ser punida com pena de prisão entre dois meses e três anos, além de multa de 500 até 10.000 dinares argelinos." A lei foi regulamentada pelo Decreto 66-156, de 8 de junho de 1966).                                   | No                                                            | No                                                          | No                               | No                                                           | Restrição à liberdade de expressão: A posse, difusão ou exibição de qualquer coisa contrária à "decência" é penalizada. A “exposição indecente de ato contra a natureza” constitui crime agravado contra os bons costumes. Restrição de associação: A Lei das Associações dá ao governo ampla discrição para recusar o registro de uma associação com um objeto que seja contrário às "boas maneiras". | No                                                                             |
| Ceuta (Cidade autônoma do Reino de Espanha)                                                                              | Legal desde 1979 + Ass. decl. ONU | União de facto desde 1998                                     | Legal desde 2005                                            | Legal desde 2005                 | Espanha é responsável pela defesa.                           | Proíbe toda discriminação baseada na orientação sexual. | Desde 2007, todos os documentos podem ser alterados para o gênero reconhecido. |
| Egito (Parte do país, a Península do Sinai, está localizada na Ásia, região do Oriente Médio).                           | / Legal de jure; Ilegal de facto. (Penalidade: até 17 anos de reclusão, com ou sem trabalho forçado e/ou com multas, de acordo com as leis de moralidade amplamente redigidas). A prática de atos sexuais consentidos entre pessoas adultas do mesmo sexo em locais privados não é proibida por lei. No entanto, a "Lei de Combate à Prostituição e vários artigos do Código Penal Egípcio" têm sido usados contra pessoas LGBT nos últimos anos, a exemplo do Artigo 278. | No                                                            | No                                                          | No                               | No                                                           | Restrição à liberdade de expressão: Indivíduos foram processados por expressarem publicamente seu apoio às comunidades LGBT. O "Cyber Crimes Act" criminaliza a publicação de conteúdo on-line que ameace os valores da sociedade e da família. Todas as formas de apoio à comunidade LGBT na mídia são proibidas. Restrição de associação: Associações, "qualquer atividade que resulta na desestabilização da unidade nacional, a segurança nacional, a ordem pública e moral pública" são proibidos.                      | No                                                                             |
| Ilhas Canárias (Comunidade autônoma do Reino de Espanha)                                                                 | Legal desde 1979 + Ass. decl. ONU | União de facto desde 2003                                     | Legal desde 2005                                            | Legal desde 2005                 | Espanha é responsável pela defesa.                           | Proíbe toda discriminação baseada na orientação sexual. | Desde 2007, todos os documentos podem ser alterados para o gênero reconhecido. |
| Líbia | Ilegal (Penalidade: Multa e/ou até 4 anos de reclusão ou pena de morte). (De facto, a Lei Islâmica Xaria é aplicada. De jure não especificamente fora da lei). | No                                                            | No                                                          | No                               | No                                                           | Restrição à liberdade de expressão: O artigo 421 do Código Penal refere-se à distribuição de “artigos de natureza indecente”. Restrição de associação: Vários artigos da "Lei das associações e fundações sem fins lucrativos" podem tornar virtualmente impossível o registro de uma organização da sociedade civil que trabalhe em questões relacionadas à orientação sexual. | No                                                                             |
| Madeira (Região autônoma de Portugal)                                                                                    | Legal desde 1983 + Ass. decl. ONU | União de facto desde 2001                                     | Legal desde 2010                                            | Legal desde 2016                 | Portugal é responsável pela defesa.                          | Proíbe toda discriminação baseada na orientação sexual. | Desde 2011, todos os documentos podem ser alterados para o gênero reconhecido. |
| Marrocos | Ilegal desde 1962 (Penalidade: de 6 meses a 3 anos de reclusão). Legalização proposta. | No                                                            | No                                                          | No                               | No                                                           | Restrição à liberdade de expressão: Atos ou gestos de obscenidade e indecência pública são penalizados. Em 2015, dois homens foram processados ao abrigo desta lei por beijarem em público como um ato de protesto. Restrição de associação: Proíbe as associações de envolverem-se em atividades que: "violem as leis ou a moral pública" ou "ofendam o Islã". | No                                                                             |
| Melilha (Cidade autônoma do Reino de Espanha)                                                                            | Legal desde 1979 + Ass. decl. ONU | União de facto desde 2008                                     | Legal desde 2005                                            | Legal desde 2005                 | Espanha é responsável pela defesa.                           | Proíbe toda discriminação baseada na orientação sexual. | Desde 2007, todos os documentos podem ser alterados para o gênero reconhecido. |
| Saara Ocidental República Árabe Saariana Democrática (Território disputado com o Marrocos, exclui-se províncias do sul). | Ilegal desde 1944 (Como parte do Saara Espanhol). (Penalidade: Até 3 anos de reclusão). | No                                                            | No                                                          | No                               | No                                                           | No | No                                                                             |
| Sudão | Ilegal desde 1899 (Como parte do Sudão Anglo-egípcio). (Penalidade: até 7 anos de reclusão. Em caso de terceira condenação, prisão perpétua). Até 2020, a pena de morte era mantida para atos sexuais entre pessoas do mesmo sexo. A Lei 12 de 2020 modificou várias seções do Artigo 148 para eliminar a execução e o açoitamento como punições para tais ações. | No                                                            | No                                                          | No                               | No                                                           | Restrição à liberdade de expressão: A elaboração, representação, posse ou difusão de qualquer material contrário à moral pública é considerada crime. A "National Telecommunications Corporation (NTC)" bloqueia sites considerados "ofensivos à moral pública". Restrição de associação: A criminalização de atos sexuais consensuais entre pessoas do mesmo sexo com um processo de registro rigoroso, torna altamente improvável que uma organização trabalhe com questões relacionadas ao registro de orientação sexual. | No                                                                             |
| Sudão do Sul | Ilegal desde 1899 (Como parte do Sudão Anglo-egípcio) (Penalidade: até 10 anos de reclusão). | No                                                            | Proibido constitucionalmente desde à independência em 2011. | No                               | No                                                           | No | Formas de expressão de gênero são criminalizadas.                              |
| Tunísia | Ilegal desde 1913 (Como parte do Protetorado Francês da Tunísia) (Penalidade: multa e/ou até 3 anos de reclusão). Legalização proposta. | No                                                            | No                                                          | No                               | No                                                           | Restrição à liberdade de expressão: Qualquer ato que atraia publicamente a oportunidade de cometer devassidão por meio de qualquer forma de escrita, gravação de áudio ou visual é penalizado. | No                                                                             |

#### África Ocidental
| Direitos LGBT em:                                                               | Atos homossexuais são legais? | Reconhecimento de relacionamentos entre pessoas do mesmo sexo | Casamento entre pessoas do mesmo sexo | Adoção por pessoas do mesmo sexo | Permite que homossexuais assumidos sirvam às forças armadas? | Anti-discriminação (orientação sexual) | Leis sobre identidade de gênero/expressão                                    |
| ------------------------------------------------------------------------------- | --- | ------------------------------------------------------------- | --- | -------------------------------- | ------------------------------------------------------------ | --- | ---------------------------------------------------------------------------- |
| Benim                                                                           | Legal constitucionalmente desde 2009 (No país, nunca existiram leis contra a atividade sexual entre pessoas do mesmo sexo). Discrepância na idade de consentimento. | No                                                            | No | No                               | Sem dados                                                    | No | Sem dados                                                                    |
| Burquina Fasso                                                                  | Legal desde à independência em 1960. (No país, nunca existiram leis contra a atividade sexual entre pessoas do mesmo sexo). | No                                                            | Proibido constitucionalmente em 1991. | No                               | No                                                           | Restrição de Associação: A lei sobre a liberdade de associação permite que as autoridades rejeitem o registro de grupos que sejam baseados em uma causa ou objeto "ilegal, contrário à lei ou à moral". | No                                                                           |
| Cabo Verde                                                                      | Legal desde 2004 + Ass. decl. ONU | No                                                            | No | No                               | Sem dados                                                    | Proibição de discriminação no emprego com base na orientação sexual. Proteção contra crimes de ódio motivados pela orientação sexual e identidade de gênero. | Sem dados                                                                    |
| Costa do Marfim                                                                 | Legal desde à independência em 1960. (No país, nunca existiram leis contra a atividade sexual entre pessoas do mesmo sexo). Discrepância na idade de consentimento. | No                                                            | No | No                               | Sem dados                                                    | No | Sem dados                                                                    |
| Gâmbia                                                                          | Ilegal desde 1888 (Como Colônia e Protetorado da Gâmbia). (Penalidade: Prisão perpétua). | No                                                            | No | No                               | No                                                           | No | Formas de expressão de gênero são criminalizadas desde 2013.                 |
| Gana                                                                            | Masculino ilegal desde 1860 (Como Costa do Ouro). (Penalidade: até 3 anos de reclusão em atos consensuais). Feminino sempre foi legal | No                                                            | No | No                               | No                                                           | No | No                                                                           |
| Guiné                                                                           | Ilegal desde 1988 (Penalidade: de 6 meses a 10 anos de reclusão). | No                                                            | No | No                               | No                                                           | No | No                                                                           |
| Guiné-Bissau                                                                    | Legal desde 1993 + Ass. decl. ONU. | No                                                            | No | No                               | Sem dados                                                    | No | Sem dados                                                                    |
| Libéria                                                                         | Ilegal desde 1976 (Penalidade: multa e/ou 1 ano de reclusão). | No                                                            | No | No                               | No                                                           | No | No                                                                           |
| Mali                                                                            | Legal desde 1961. (No país, nunca existiram leis contra a atividade sexual entre pessoas do mesmo sexo). | No                                                            | No | No                               | Sem dados                                                    | Restrição de Associação: A "Lei das Associações" proíbe o reconhecimento de associações, cujo objetivo seja contrário à lei e à moral. | Sem dados                                                                    |
| Mauritânia                                                                      | Ilegal (Penalidade: Pena de morte para homens). (não aplicada). Para mulheres: multa e/ou prisão. (Ao abrigo da Lei Islâmica Xaria). | No                                                            | No | No                               | No                                                           | Restrição de Associação: A "Lei das Associações" limita a liberdade de participação nas atividades, salvo autorização prévia do Ministério do Interior. As autoridades locais rejeitaram um pedido de reconhecimento oficial da Associação de Solidariedade Nouakchott, o único grupo LGBT do país. | No                                                                           |
| Níger                                                                           | Legal desde 1961 (No país, nunca existiram leis contra a atividade sexual entre pessoas do mesmo sexo). Discrepância na idade de consentimento. | No                                                            | No | No                               | Sem dados                                                    | No | Sem dados                                                                    |
| Nigéria                                                                         | Masculino ilegal desde 1901 Feminino legal em áreas que não estão sob à Lei Islâmica da Xaria. (Penalidade: Em áreas sob à legislação proveniente da Xaria: Pena de morte para homens e até 50 chicotadas e 6 meses de reclusão para mulheres). (Para homens em áreas que não estão sob à Xaria, penalidade: até 14 anos de reclusão). | No                                                            | A "Lei de Proibição do Casamento entre Pessoas do Mesmo Sexo" criminaliza todas as formas de união entre pessoas do mesmo sexo. (desde 2014). | No                               | No                                                           | Restrição à liberdade de expressão: A pessoa que “direta ou indiretamente tornar pública uma demonstração de relações amorosas entre pessoas do mesmo sexo”, pode receber uma pena de prisão de até 10 anos. Restrição de Associação: É proibido: "registro de clubes, sociedades e organizações gays, sustento, manifestações e reuniões". Uma pena de reclusão de 10 anos é imposta a qualquer pessoa que "se registre, opere ou participe de clubes ou organizações gays" ou que "apoie" as atividades de tais organizações. | Formas de expressão de gênero são criminalizadas nas províncias sob à Xaria. |
| Santa Helena, Ascensão e Tristão da Cunha (Territórios Ultramarinos Britânicos) | Legal desde 2001 + Ass. decl. ONU. | Legal desde 2017                                              | Legal desde 2017 | Legal desde 2017                 | Reino Unido responsável pela defesa.                         | Proíbe toda discriminação baseada na orientação sexual. | Yes                                                                          |
| Senegal                                                                         | Ilegal desde 1966 (Penalidade: de 1 mês a 5 anos de reclusão) | No                                                            | No | No                               | No                                                           | Restrição de Associação: "Prudence" é a única ONG que trabalha com questões de orientação sexual, que foi registrada em seu estatuto com linguagem explícita sobre minorias sexuais. No entanto, eles hesitam em renovar seu registro, temendo que ele possa ser rescindido, quando eles reenviarem seus documentos ao governo. | No                                                                           |
| Serra Leoa                                                                      | Masculino ilegal desde 1861 (Como Colônia e Protetorado de Serra Leoa). (Penalidade: O Artigo 61 do "Ato de Crimes contra a Pessoa", criminaliza a sodomia e a bestialidade com uma pena de prisão perpétua) Feminino sempre foi legal + Ass. decl. ONU                                                                                | No                                                            | No | No                               | No                                                           | No | No                                                                           |
| Togo                                                                            | Ilegal desde 1884 (Como Togolândia). (Penalidade: multa e/ou 3 anos de reclusão). | No                                                            | No | No                               | No                                                           | Restrição à liberdade de expressão: A publicação e distribuição de materiais "contra à moral pública" e "decência", são penalizadas. Os crimes contra a moralidade incluem "atos não naturais" com uma pessoa do mesmo sexo. | No                                                                           |

#### África Central
| Direitos LGBT em:                         | Atos homossexuais são legais? | Reconhecimento de relacionamentos entre pessoas do mesmo sexo | Casamento entre pessoas do mesmo sexo | Adoção por pessoas do mesmo sexo | Permite que homossexuais assumidos sirvam às forças armadas? | Anti-discriminação (orientação sexual) | Leis sobre identidade de gênero/expressão |
| ----------------------------------------- | --- | ------------------------------------------------------------- | ------------------------------------- | -------------------------------- | ------------------------------------------------------------ | --- | ----------------------------------------- |
| Camarões                                  | Ilegal desde 1972 (Penalidade: de multa a 5 anos de reclusão ou execução sob vigilância e tortura). (O "Código Penal Camaronês", aprovado entre 1965 e 1967 e alterado em 1972, prevê no Artigo 72: "Quem tem relações sexuais com uma pessoa do mesmo sexo é punido com pena de prisão de seis meses a 5 anos e/ou multa de 20.000 a 200.000 francos". Pode haver execução sob vigilância e tortura). | No                                                            | No                                    | No                               | No                                                           | Restrição à liberdade de expressão: A comunicação eletrônica entre pessoas do mesmo sexo para fins sexuais é criminalizada. As penalidades aumentam quando a comunicação é seguida de relação sexual. A expressão pública de qualquer discurso imoral, bem como chamar a atenção do público para qualquer ocasião de imoralidade, é considerado crime. Restrição de Associação: A lei que rege as ONGs exige um objetivo de "interesse público". Diferentes grupos LGBT relataram que enfrentam obstáculos no processo de obtenção do reconhecimento legal. | No                                        |
| Chade                                     | Ilegal desde 2017 (Penalidade: de 3 meses a 2 anos de reclusão, com multas de 50.000 a 500.000 Francos CFA). (Código Penal, Capítulo 2, Artigo 354) | No                                                            | No                                    | No                               | No                                                           | / Proteção com penas agravadas contra o crime de estupro cometido com base na orientação sexual da vítima. | No                                        |
| Gabão                                     | Legal desde 2020 + Ass. decl. ONU | No                                                            | No                                    | No                               | Sem dados                                                    | No | Sem dados                                 |
| Guiné Equatorial                          | Legal desde 1963 (No país, nunca existiram leis contra a atividade sexual entre pessoas do mesmo sexo). | No                                                            | No                                    | No                               | Sem dados                                                    | No | Sem dados                                 |
| República Centro-Africana                 | Legal desde 1961 (No país, nunca existiram leis contra a atividade sexual entre pessoas do mesmo sexo). + Ass. decl. ONU | No                                                            | Proibição constitucional desde 2016.  | No                               | Sem dados                                                    | No | Sem dados                                 |
| República do Congo                        | Legal desde 1940. (No país, nunca existiram leis contra a atividade sexual entre pessoas do mesmo sexo). Discrepância na idade de consentimento. | No                                                            | No                                    | No                               | Sem dados                                                    | No | Sem dados                                 |
| República Democrática do Congo (ex-Zaire) | Legal desde 1940 (No país, nunca existiram leis contra a atividade sexual entre pessoas do mesmo sexo). | No                                                            | Proibição constitucional desde 2005.  | No                               | Sem dados                                                    | Restrição de Associação: De acordo com uma apresentação conjunta de seis organizações à "Revisão Periódica Universal" de 2017, o registro é negado quando a referência à pessoas LGBT é feita nos estatutos. | Sem dados                                 |
| São Tomé e Príncipe                       | Legal desde 2012 + Ass. decl. ONU | No                                                            | No                                    | No                               | Sem dados                                                    | Proibição de discriminação no emprego com base na orientação sexual; Proteção contra crimes de ódio motivados pela orientação sexual. | Sem dados                                 |

#### África Oriental
| Direitos LGBT em:                                                                 | Atos homossexuais são legais? | Reconhecimento de relacionamentos entre pessoas do mesmo sexo | Casamento entre pessoas do mesmo sexo | Adoção por pessoas do mesmo sexo | Permite que homossexuais assumidos sirvam às forças armadas? | Anti-discriminação (orientação sexual) | Leis sobre identidade de gênero/expressão                                                                                              |
| --------------------------------------------------------------------------------- | --- | ------------------------------------------------------------- | ------------------------------------- | -------------------------------- | ------------------------------------------------------------ | --- | --- |
| Burundi                                                                           | Ilegal desde 2009 (Penalidade: multa e/ou 3 meses a 2 anos de reclusão). (A Lei nº 1/05 de 22 de abril de 2009, relativo à revisão do Código Penal, estabeleceu o seguinte: Artigo 567 - "Quem tem relações sexuais com alguém do mesmo sexo, é punido com pena de prisão de três meses a dois anos e multa de 50.000 a 100.000 francos Burundianos").                                           | No                                                            | Proibição constitucional desde 2005.  | No                               | No                                                           | Restrição de associação: O Decreto-Lei n.º 1/11 permite às autoridades rejeitarem o registo quando o objeto da associação for contrário à lei, ordem pública ou moral. | No |
| Comores                                                                           | Ilegal (Penalidade: multa e/ou até 5 anos de reclusão). (De acordo com o Artigo 138 do Código Penal das Comores: "Quem cometer um ato contra a sua natureza ou com uma pessoa do mesmo sexo será punido com pena de prisão entre um e cinco anos e multa de 50.000 a 1.000.000 de francos comorianos. Se o ato for cometido com uma pessoa menor de idade, a pena máxima será sempre aplicada"). | No                                                            | No                                    | No                               | No                                                           | No | No |
| Djibuti                                                                           | Legal desde 1995 (No país, nunca existiram leis contra a atividade sexual entre pessoas do mesmo sexo). | No                                                            | No                                    | No                               | Sem dados                                                    | No | Sem dados |
| Eritreia                                                                          | Ilegal (Penalidade: reclusão de até 3 anos ou morte por espancamentos e tortura também são tolerados). (De acordo com o Artigo 600, do Código Penal de 1957, vigente no país, "Todo aquele que executa com outra pessoa do mesmo sexo um ato correspondente ao ato sexual, ou qualquer outro ato indecente, é punível com prisão simples, que consiste entre 10 dias a três anos").              | No                                                            | No                                    | No                               | No                                                           | No | No |
| Etiópia                                                                           | Ilegal (Penalidade: até 5 anos de reclusão) | No                                                            | No                                    | No                               | No                                                           | Restrição de associação: A posse ou disseminação de material manifestamente indecente, incluindo informações sobre como adquiri-lo, é criminalizada. Uma grande variedade de sites está bloqueada, incluindo sites de grupos e organizações LGBT. | No |
| Madagáscar                                                                        | Legal desde à independência em 1960 (No país, nunca existiram leis contra a atividade sexual entre pessoas do mesmo sexo). Discrepância na idade de consentimento. | No                                                            | No                                    | No                               | Sem dados                                                    | No | Sem dados |
| Maiote (Região ultramarina da França)                                             | Legal (Na região, nunca existiram leis contra a atividade sexual entre pessoas do mesmo sexo). + Ass. decl. ONU | Pacto civil de solidariedade desde 1999.                      | Legal desde 2013                      | Legal desde 2013                 | França é responsável pela defesa.                            | Proíbe toda discriminação com base na orientação sexual. | Sob à lei francesa. |
| Malawi                                                                            | Ilegal desde 1891 (Como Protetorado da África Central Britânica). (Penalidade: Reclusão de até 14 anos, com ou sem punição corporal, para homens. Para mulheres, até 5 anos de reclusão). Lei suspensa desde 2014, em revisão sobre sua constitucionalidade. | No                                                            | No                                    | No                               | No                                                           | Restrição de associação: Organizações que trabalham com questões LGBT foram capazes de obter status legal após escolherem estrategicamente se registrar como uma “organização de direitos humanos” e usar nomes não descritivos para evitar escrutínio adicional. | / Mudança de nome e sexo registrado nominalmente possível sob requisitos pouco claros. (lei não específica para pessoas transgênero).  |
| Maurícia                                                                          | Masculino ilegal (Penalidade: até 5 anos de reclusão) Feminino sempre foi legal + Ass. decl. ONU Debate nacional sobre revogação da lei. | No                                                            | No                                    | No                               | Sem forças armadas                                           | Pune algumas discriminações antigays | No |
| Moçambique                                                                        | Legal desde 2015 | No                                                            | No                                    | No                               | No                                                           | Proibição de discriminação no emprego com base na orientação sexual. (desde 2007) | / Mudança de nome e sexo registrado nominalmente, possível sob requisitos pouco claros. (lei não específica para pessoas transgênero). |
| Quênia                                                                            | Ilegal desde 1897 (Como Protetorado da África Oriental). (Penalidade: até 14 anos de reclusão) | No                                                            | Proibição constitucional desde 2010.  | No                               | No                                                           | Restrição à liberdade de expressão: A "Lei do Cinema e do Teatro" restringe a exibição de filmes de acordo com as "Diretrizes do Conselho de Classificação de Filmes do Quênia." Segundo esse critério, filmes com temas que “reforcem o estilo de vida homossexual” têm restrição de idade para maiores de 18 anos ou são proibidos. | / Mudança da razão social. A mudança de sexo registrado é possível sob requisitos pouco claros, requer permissão judicial.             |
| Reunião (Departamento ultramarino da França)                                      | Legal desde 1791 + Ass. decl. ONU | Pacto civil de solidariedade desde 1999.                      | Legal desde 2013                      | Legal desde 2013                 | França é responsável pela defesa.                            | Proíbe toda discriminação com base na orientação sexual. | Sob à lei francesa. |
| Ruanda                                                                            | Legal desde 1980 (No país, nunca existiram leis contra a atividade sexual entre pessoas do mesmo sexo). + Ass. decl. ONU | No                                                            | Proibição constitucional desde 2003.  | No                               | Sem dados                                                    | No | Sem dados |
| Seicheles                                                                         | Legal desde 2016 + Ass. decl. ONU | No                                                            | No                                    | No                               | Sem dados                                                    | Proíbe alguma discriminação antigays. | Sem dados |
| Somália                                                                           | Ilegal (Penalidade: Pena de morte em locais sob à Lei Islâmica da Xaria. Em demais locais, reclusão de até 3 anos). | No                                                            | No                                    | No                               | No                                                           | Restrição à liberdade de expressão: O Código Penal proíbe a prática de qualquer ato obsceno, bem como a venda, distribuição e exibição de qualquer objeto obsceno. A lei considera atos e objetos obscenos quando, na opinião geral, são ofensivos ao pudor. O artigo que criminaliza os atos homossexuais faz parte do mesmo capítulo sobre crimes contra o recato. Restrição de associação: A lei exige que as ONGs tenham o dever de "respeitar a cultura e as crenças do povo" e são proibidas de participar de qualquer atividade que viole as leis do país. | No |
| Somalilândia (Território disputado com o governo central de Mogadíscio – Somália) | Ilegal desde 1941 (Como Somalilândia Britânica) (Penalidade: até 3 anos de reclusão, em alguns casos, pena de morte). | No                                                            | No                                    | No                               | No                                                           | No | No |
| Tanzânia                                                                          | Ilegal desde 1864 (Apenas em Zanzibar) (Penalidade: para homens reclusão de até 25 anos e de até 5 anos ou multa para mulheres). Ilegal desde 1899 (Parte continental) (Penalidade: Prisão perpétua. Execuções, espancamentos e tortura sob vigilância, também são tolerados). | No                                                            | No                                    | No                               | No                                                           | / Em março de 2018, o Governo da Tanzânia publicou os "Regulamentos das Comunicações Eletrônicas e Postais" (Conteúdo Online), que proíbem a postagem de discurso de ódio com base na orientação sexual. Restrição à liberdade de expressão: O Código Penal estipula que materiais que tendem a "corromper a moral" não podem ser distribuídos, vendidos ou exibidos. | Mudança de nome e gênero de registro não é permitida.                                                                                  |
| Terras Austrais e Antárticas Francesas (Território ultramarino da França)         | Legal (No território, nunca existiram leis contra a atividade sexual entre pessoas do mesmo sexo). | Pacto civil de solidariedade desde 1999.                      | Legal desde 2013                      | Legal desde 2013                 | França é responsável pela defesa.                            | Proíbe toda discriminação com base na orientação sexual. | Sob à lei francesa. |
| Uganda                                                                            | Masculino ilegal desde 1894 Feminino ilegal desde 2000 (Penalidade: Prisão perpétua. Execuções, espancamentos e tortura sob vigilância, também são comuns) | No                                                            | Proibição constitucional desde 2005.  | No                               | No                                                           | Restrição à liberdade de expressão: Em 2017, o "Conselho de Mídia" proibiu um filme holandês por "glorificar a homossexualidade". Em 2004, o "Broadcasting Council" multou uma estação de rádio por hospedar gays durante um talk show ao vivo, alegando que era "contrário à moral pública". Restrição de associação: O pedido de registo do grupo "Sexual Minorities Uganda (SMUG)" foi rejeitado porque o seu nome e os seus objectivos eram "inaceitáveis" e as relações homossexuais são proibidas.                                                          | Mudança de nome e gênero de registro não é permitida.                                                                                  |

#### África Meridional
| Direitos LGBT em: | Atos homossexuais são legais?                                                                                     | Reconhecimento de relacionamentos entre pessoas do mesmo sexo | Casamento entre pessoas do mesmo sexo                                                                             | Adoção por pessoas do mesmo sexo | Permite que homossexuais assumidos sirvam às forças armadas? | Anti-discriminação (orientação sexual) | Leis sobre identidade de gênero/expressão |
| ----------------- | --- | ------------------------------------------------------------- | --- | -------------------------------- | ------------------------------------------------------------ | --- | --- |
| África do Sul     | Masculino legal desde 1998 Feminino sempre foi legal + Ass. decl. ONU                                             | Reconhecimento parcial de uniões não registradas desde 1998.  | Legal desde 30 de novembro de 2006. (Primeiro país da África a legalizar o casamento entre pessoas do mesmo sexo) | Legal desde 2002                 | Legal desde 1998                                             | Proibição constitucional contra todas as formas de discriminação com base na orientação sexual, incluindo discurso de ódio. | As leis anti-discriminação são interpretadas como incluindo-se identidade de gênero. O sexo legal pode ser alterado após tratamento cirúrgico ou médico. |
| Angola            | Legal desde 2021                                                                                                  | No                                                            | No | No                               | No                                                           | Proibição de todas as formas de discriminação com base na orientação sexual, incluindo discurso de ódio. Proteção contra crimes de ódio motivados pela orientação sexual. (Desde out/2021). | / Mudança de nome e sexo registrado nominalmente possível sob requisitos pouco claros. (lei não específica para pessoas transgênero).                    |
| Botsuana          | Legal desde 2019                                                                                                  | No                                                            | No | No                               | No                                                           | Proibição de discriminação no emprego com base na orientação sexual. | Mudança legal de gênero reconhecida como um direito constitucional. (desde 2017).                                                                        |
| Essuatíni         | Masculino ilegal desde 1880 (Penalidade: multa de US$90 e/ou prisão) Feminino é legal                             | No                                                            | No | No                               | No                                                           | No | / Mudança da razão social. Mudança de sexo registrado nominalmente possível sob requisitos pouco claros. (lei não específica para pessoas transgênero).  |
| Lesoto            | Masculino legal desde 2013 Feminino sempre foi legal                                                              | No                                                            | No | No                               | Sem dados                                                    | No | / Mudança da razão social. Mudança de sexo registrado não é permitida.                                                                                   |
| Namíbia           | Masculino ilegal desde 1920 (Como Sudoeste Africano) Feminino sempre foi legal Legalização proposta.              | No                                                            | No | No                               | No                                                           | Cláusula anti-discriminação gay ineficaz após a aprovação da nova "Lei do Trabalho". | Mudança de nome legal. Possível mudança de sexo no registro sob requisitos proibitivos.                                                                  |
| Zâmbia            | Ilegal desde 1911 (Como Rodésia do Norte). (Penalidade: reclusão de até 14 anos).                                 | No                                                            | No | No                               | No                                                           | Restrição à liberdade de expressão: O Código Penal criminaliza qualquer ato de expressão para fins imorais em lugar público. Em 2019, o Ministro de Assuntos Religiosos e Orientação Nacional ordenou o cancelamento de um programa de televisão por supostamente "promover a homossexualidade". Restrição de associação: A lei autoriza as sociedades ao "Registro de Empresas", a recusar o registro de qualquer sociedade que seja prejudicial ou incompatível com paz, bem-estar ou boa ordem. Várias organizações LGBT operam clandestinamente. | / Mudança da razão social. A mudança de sexo registrado é possível sob requisitos proibitivos. (lei não específica para pessoas transgênero).            |
| Zimbábue          | Masculino ilegal desde 1891 (Como Rodésia do Sul). (Penalidade: multa e/ou prisão de até 1 ano). Feminino é legal | No                                                            | Proibição constitucional desde 2013.                                                                              | No                               | No                                                           | No | / Mudança da razão social. Mudança de sexo registrado não é permitida.                                                                                   |